# Fredrik Stoor
Fredrik Olof Esaias Stoor Siekkinen (født 28. februar 1984 i Stockholm, Sverige) er en svensk tidligere fodboldspiller. Han spillede for Viborg i anden del af Superliga-sæsonen 2013-14 som højre back. Han spillede på samme plads i den forrige klub, Lillestrøm. Desuden har han tidligere spillet for Hammarby IF i sit hjemland, for engelske Fulham og Derby County samt for andre norsk klubber, Rosenborg og Vålerenga.

## Landshold
Stoor nåede i sin tid som landsholdsspiller (2008) at spille 11 kampe for Sveriges landshold, som han debuterede for den 13. januar 2008 i et opgør mod Costa Rica. Han blev efterfølgende udtaget til den svenske trup til EM i 2008 i Østrig og Schweiz.